# Гордость и предубеждение (фильм, 1940)
«Го́рдость и предубежде́ние» (англ. Pride and Prejudice) — фильм 1940 года американского кинорежиссёра Роберта З. Леонарда, по мотивам одноимённого романа Джейн Остин, изданного в 1813 году.

## Сюжет

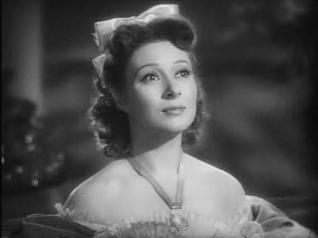
Грир Гарсон в роли Элизабет Беннет

Миссис Беннет с двумя старшими дочерьми, Джейн и Элизабет, выбирает ткань для нарядов в местной лавке, когда за окном останавливается коляска с двумя джентльменами и леди. Беннеты узнают, что молодые люди — это богатый Чарльз Бингли, арендовавший имение Незерфилд, его сестра, Кэролайн Бингли, и его друг, ещё более состоятельный, Фицуильям Дарси. Возвратившись домой, миссис Беннет пытается заставить супруга навестить мистера Бингли, однако он отказывается, мотивируя тем, что ещё неделю назад почтил нового соседа своим визитом и даже пригласил на бал.
На балу Джейн танцует с Бингли, Элизабет — с офицером Джорджем Уикхемом. Пребывающий на балу Дарси не танцует ни с кем, кроме высокомерной мисс Бингли. Элиза мило беседует с подругой Шарлоттой Лукас, когда слышит беседу Чарльза и Фицуильяма. Мистер Бингли упрекает надменного друга в нежелании танцевать, ведь здесь полно красивых девушек, на что не заметивший двух подруг Дарси отвечает, что сегодня ему не хочется общаться со средним классом, упоминая в частности Элизабет. Однако спустя малое количество времени Дарси смело приглашает ту же Лиззи на танец. Уязвлённая мисс Беннет отвечает отказом, но в ту же секунду подошедшему Уикхему с радостью даёт согласие. Увидев офицера, Дарси, не здороваясь, уходит. Джордж Уикхем объясняет поведение Дарси — в прошлом молодой человек несправедливо обошёлся с офицером.
В поместье Беннетов, Лонгборн, в поисках жены приезжает кузен мистера Беннета Уильям Коллинз. Его выбор падает на Элизабет. На балу в Незерфилде он не спускает с девушки глаз и постоянно крутится возле неё. Неожиданно приходит помощь в лице мистера Дарси — молодые люди танцуют. Однако, после наблюдения за неподобающим поведением её матери и младших сестёр, он снова покидает девушку. На следующий день викарий Коллинз делает предложение Лиззи, но она решительно отвергает его. Оскорблённый в лучших чувствах священник обручается с соседкой Шарлоттой Лукас.

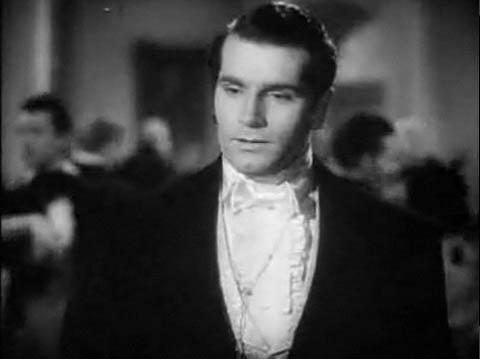
Лоренс Оливье в роли Фицуильяма Дарси

Элизабет навещает Шарлотту в её новом доме в предместье Розингс-парка. Коллинзы приглашены на аудиенцию к леди Кэтрин де Бёр (по совместительству тётка Фицуильяма), Лиззи отправляется с ними. На приёме Элизабет представлена хозяйке. Здесь же она сталкивается с Фицуильямом. После ужина Дарси делает Элизе предложение. Мисс Беннет возмущена оскорбительными словами молодого человека, она отказывает ему, в частности из-за нанесённой обиды Уикхему и несчастной Джейн, ведь Дарси убедил Бингли, что девушке нужен лишь его кошелёк. Получив отказ, Фицуильям покидает её. Элизабет возвращается домой.
Тем временем Лидия тайно сбегает с Уикхемом. В Лонгборн приезжает Дарси и говорит, что Джордж никогда не женится на Лидии, ведь она бедна. Оказывается, разлад с Уикхемом произошёл, когда он, воспользовавшись наивностью пятнадцатилетней сестры Фицуильяма, Джорджианы, пытался тайно сбежать с нею, заполучив тем самым состояние. Узнав о планирующемся побеге, молодой человек смог предотвратить беду. После того, как Дарси уезжает, Элизабет понимает свою возрастающую симпатию к нему, но полагает, что он не захочет породниться с опозоренным семейством. Наконец домой приезжает замужняя-таки Лидия.
С визитом в Лонгборн заявляется леди Кэтрин де Бёр. Женщину волнуют невероятные слухи о помолвке Фицуильяма с Элизабет, и она из первых уст хочет услышать правду. По словам леди Кэтрин, именно её племянник нашёл Лидию и вынудил Уикхема жениться на ней. Элизабет не обещает не выходить замуж за Дарси. Леди Кэтрин докладывает племяннику об успешно пройденном девушкой испытании, тот счастлив. Он снова объясняется любимой в чувствах. Фильм заканчивается поцелуем пары. Джейн выходит за Бингли. Миссис Беннет следит за двумя младшими дочерьми, которые, кажется, тоже нашли себе мужей.

## В ролях
- Эдмунд Гвенн — мистер Беннет
- Мэри Боланд — миссис Беннет
- Морин О’Салливан — Джейн Беннет
- Грир Гарсон — Элизабет Беннет
- Энн Разерфорд — Лидия Беннет
- Хэзер Эйнджел — Китти Беннет
- Марша Хант — Мэри Беннет
- Лоренс Оливье — Фицуильям Дарси
- Эдвард Эшли-Купер — Джордж Уикхем
- Джеральд Оливер Смит — полковник Фицуильям
- Брюс Лестер — Чарльз Бингли
- Фрида Инескорт — Кэролайн Бингли
- Эдна Мэй Оливер — леди Кэтрин де Бёр
- Джиа Кент — Анна де Бёр
- Мелвилл Купер — Уильям Коллинз
- Карен Морли — Шарлотта Лукас
- Эдвард Клайв — сэр Уильям Лукас
- Марджори Вуд — леди Лукас
- Мэй Битти — миссис Филипс
- Луис Пэйн — мистер Филипс

## Награды и номинации
- 1941 — Оскар — Победитель — Лучшая работа художника-постановщика (ч/б) — Седрик Гиббонс и Пол Грессе[англ.].